# Širvintos (Šeimenos) vidurupis
Širvintos (Šeimenos) vidurupis este o arie protejată (sit de importanță comunitară — SCI) din Lituania întinsă pe o suprafață de 18,4 ha, integral pe uscat.

## Localizare
Centrul sitului Širvintos (Šeimenos) vidurupis este situat la coordonatele 54°34′13″N 22°59′18″E / 54.5704°N 22.9884°E.

## Înființare
Situl Širvintos (Šeimenos) vidurupis a fost declarat sit de importanță comunitară în noiembrie 2018 pentru a proteja 1 specie de animale.

## Biodiversitate
Situată în ecoregiunea boreală, aria protejată nu include niciun habitat protejat.
La baza desemnării sitului se află o specie protejată de  nevertebrate: Unio crassus.